# Resistència (pel·lícula del 2008)
Resistència (títol original en anglès: Defiance) és una pel·lícula estatunidenca dirigida l'any 2008 per Edward Zwick. Ha estat doblada al català.

## Argument
Tres germans jueus marxen de Polònia després de l'ocupació nazi i s'endinsen al bosc de Białowieża a Belarús, on s'uneixen a la resistència russa, mentre ajuden d'altres jueus a escapar dels nazis.

## Repartiment
- Daniel Craig: Tuvia Bielski
- Liev Schreiber: Zus Bielski
- Jamie Bell: Asael Bielski
- George MacKay: Aron Bielski
- Alexa Davalos: Lilka Ticktin
- Mia Wasikowska: Chaya
- Mark Margolis: Un vell jueu
- Tomas Arana: Ben Zion Gulkowitz
- Allan Corduner: Shamon Haretz
- Mark Feuerstein: Isaac Malbin
- Jodhi May: Tamara Skidelski
- Kate Fahy: Riva Reich